# Obóz przesiedleńczy na Głównej
Obóz przesiedleńczy na Głównej (niem. Lager Glowna, Sammelager Glowna, Internirungslager Glowna, po likwidacji: Durchgangslager Glowna) – niemiecki nazistowski obóz przesiedleńczy, działający w latach 1939–1940, zorganizowany dla ludności polskiej wysiedlanej z terenu Poznania i Wielkopolski.

## Geneza
Pierwsze przygotowania do masowych wysiedleń Polaków z etnicznie polskich terenów Wielkopolski przygotowano w październiku 1939. W przeciągu następnych miesięcy powstały na tym terenie, kierowane przez funkcjonariuszy SD, placówki kierujące akcjami wysiedleńczymi. Na wysiedlenie w szczególności narażeni byli ci Polacy, którzy aktywnie krytykowali system nazistowski w okresie II Rzeczypospolitej, przynależeli do grup konspiracyjnych, inteligencji, klasy politycznej przed wojną, a także przyjechali na tereny zachodniej Polski po 1918 z terenu dawnego zaboru austriackiego. Napady na rodziny przeznaczone do wysiedlenia odbywały się wieczorem, nocą lub wcześnie rano. Na spakowanie wyznaczano czas od 10 do 30 minut. Waga bagażu nie mogła przekroczyć 25–30 kg (na dziecko – 10 kg). Konfiskowano gotówkę, dzieła sztuki, wyposażenie mieszkań. Można było zabrać 200 złotych (potem 10 marek) na osobę. Niektóre osoby wywożono bezpośrednio do Generalnego Gubernatorstwa, inne kierowano czasowo do obozów przesiedleńczych.

## Historia
Poznański obóz przesiedleńczy uruchomiono decyzją niemieckiego nazistowskiego, okupacyjnego nadburmistrza Poznania – Gerharda Schefflera. Na obóz wybrano tereny na Głównej, przy ul. Bałtyckiej, w pobliżu Warty, gdzie znajdowały się do września 1939 polskie magazyny wojskowe, w których Niemcy więzili potem krótko polskich jeńców wojennych.
W obozie mieściło się pięć zróżnicowanych wielkością baraków dla więźniów (największe – nr 2 i 4, piętrowe, z drewna i półklinkierowej cegły, o wymiarach 50 × 120 metrów i 30 × 100 metrów, mniejsze – nr 3, 4, 5, drewniane). Łącznie, według Niemców, mogły pomieścić od 4000 do 4500 osób. Baraki opalano piecami węglowymi – każdy swoim. Więźniowie spali na drewnianych pryczach lub na betonie pokrytym cienką warstwą słomy. W obrębie obozu znajdowały się też:
- niemiecki budynek administracyjny, murowany,
- mniejsze, drewniane baraki gospodarcze (np. kuchnie, umywalnie, warsztaty, szpital obozowy),
- areszt (dawny drewniany kurnik)[1].

Teren otoczono potrójnym drutem kolczastym i płytkim rowem z wieżami wartowniczymi, dysponującymi reflektorami. Obóz posiadał rampę z bocznicą kolejową od stacji Poznań Wschód.
Od 5 listopada 1939 do 20 maja 1940 osadzono w obozie łącznie około 33 500 ludzi. 32 986 wywieziono do Generalnego Gubernatorstwa: 31 424 Polaków, 1112 Żydów, 450 Cyganów. Około 26 000 osób to mieszkańcy Poznania, a około tysiąc – powiatu poznańskiego. Pozostali wysiedleńcy pochodzili głównie ze Środy Wielkopolskiej, Pniew, Szamotuł, Śremu, Wągrowca, Leszna i Gniezna. W połowie grudnia przebywało za drutami około 3000 osób, a potem było ich do 3500 jednocześnie. Pierwszy transport (ciężarówkami i autobusami miejskimi) przybył 5 listopada 1939. 11 listopada 1939 powstał 15-osobowy Komitet Polski (samorząd), którym kierował Bolesław Jerzykiewicz (kapitan Armii Hallera). Komitet zatrudniał łącznie około 70 osób i pomagał w funkcjach administracyjnych, np. uzyskiwaniu przepustek. W obozie funkcjonowała również kantyna i placówka Caritasu. Szpital mieścił 30 łóżek, ale brakowało w nim elementarnych leków.
Niemiecki regulamin obozowy (tzw. Lagervorschrift) zawierał 27 punktów, m.in. należało się kłaniać różnego autoramentu Niemcom reprezentującym okupacyjne władze. Komendant decydował o karach za różne przewinienia. Różnorakie prace (także kobiety w ciąży) wykonywano w godzinach 8–12 i 14–17. Młodych mężczyzn (14–30 lat) obowiązywała codzienna poranna gimnastyka. Szczególnie upokarzające były przeszukania więźniów.
Obowiązujące dzienne normy żywnościowe na osobę to: 250 g chleba, 400 g ziemniaków, 10 g mąki, 50 g mięsa, 20 g masła (ewentualnie innego tłuszczu) i 25 g marmolady (trzy razy w tygodniu). Dzieci, matki karmiące i chorzy otrzymywali ponadto pół litra mleka dziennie. Normy te bardzo często nie były dotrzymywane. Obóz był opanowany przez szczury i wszy.
W obozie zmarło 26 osób (15 powyżej 60 roku życia) oraz pięcioro dzieci, w tym dwójka urodzona za drutami.
Ostatnie transporty (kolejowe) odjechały w maju 1940 (2661 osób). W przedostatnim transporcie (16 maja 1940) odjechał m.in. do Kraśnika prezydent Poznania Cyryl Ratajski. 21 maja 1940 ostatnie posiedzenie odbył Komitet Polski. Jego członkowie mogli pozostać w Poznaniu, ale w lokalach zastępczych, gdyż ich mieszkania zostały zagarnięte przez Niemców. 22 maja 1940 obóz zlikwidowano. Polaków wysiedlanych z Wielkopolski i Poznania umieszczano odtąd w obozach przesiedleńczych w Łodzi. Teren w czerwcu 1940 przejął Wehrmacht.

## Komendanci
- SS-Sturmbannführer Albert Sauer, zbrodniarz wojenny (listopad 1939 – styczeń 1940),
- SS-Obersturmbannführer Kasper Schwartzhuber (styczeń 1940 – kwiecień 1940),
- SS-Obersturmbannführer Schmidt (od kwietnia 1940 do likwidacji)[1].

## Upamiętnienie
Przy ulicy Bałtyckiej, obok jej skrzyżowania z Chemiczną i Hlonda stoi głaz upamiętniający obóz (liczbę przesiedleńców umieszczonych w obozie określono tu na 100 000). Jest to kamień (głaz narzutowy) z tablicą wykonaną z białego marmuru, oparty na blokach granitowych. Odsłonięcie nastąpiło 23 lutego 1962.